# 黄迪南
黄迪南（1966年—），浙江余姚人，汉族，中华人民共和国政治人物、第十二届全国人民代表大会上海地区代表。
毕业于清华大学同位素分离专业，加入中国共产党。2013年，被选为全国人大代表。2018年2月24日，当选为第十三届全国人大代表。